# Ashlee Nelson
Ashlee Nelson (ur. 20 lutego 1991) – brytyjska lekkoatletka specjalizująca się w biegach sprinterskich.
Wygrała bieg na 100 metrów oraz wywalczyła brązowy medal w sztafecie szwedzkiej podczas gimnazjady w 2006 w Salonikach. W 2007 roku została – wraz z koleżankami z reprezentacji – mistrzynią Europy juniorek w biegu rozstawnym 4 × 100 metrów oraz zdobyła indywidualnie brązowy medal w biegu na 100 metrów podczas mistrzostw świata juniorów młodszych. Zdobyła wicemistrzostwo świata juniorów w biegu na 100 metrów w 2008 roku na stadionie w Bydgoszczy. Była w szerokim składzie reprezentacji Wielkiej Brytanii na igrzyska olimpijskie w Pekinie (2008), jednak ostatecznie nie wzięła udziału w tych zawodach. W 2013 zdobyła brąz w biegu rozstawnym na mistrzostwach świata w Moskwie. Brązowa medalistka igrzysk Wspólnoty Narodów w sztafecie 4 × 100 metrów (2014). W tym samym roku zdobyła złoto (w sztafecie) oraz brąz (w biegu na 100 metrów) podczas mistrzostw Europy w Zurychu.
Rekord życiowy w biegu na 100 metrów: 11,19 (13 sierpnia 2014, Zurych) / 11,15w (29 czerwca 2014, Birmingham).
Siostra Alexa, sprintera.

## Osiągnięcia
| Rok  | Impreza                               | Miejsce    | Konkurencja                | Lokata     | Wynik         | Reprezentacja |
| ---- | ------------------------------------- | ---------- | -------------------------- | ---------- | ------------- | ------------- |
| 2006 | Gimnazjada                            | Saloniki   | bieg na 100 m              | 1. miejsce | 11,68         | GBR           |
| 2006 | Gimnazjada                            | Saloniki   | sztafeta szwedzka          | 3. miejsce | 2:10,02       | GBR           |
| 2007 | Mistrzostwa Europy juniorów           | Hengelo    | sztafeta 4 × 100 m         | 1. miejsce | 44,52         | GBR           |
| 2007 | Mistrzostwa świata juniorów młodszych | Ostrawa    | bieg na 100 m              | 3. miejsce | 11,58         | GBR           |
| 2008 | Mistrzostwa świata juniorów           | Bydgoszcz  | bieg na 100 m              | 2. miejsce | 11,49         | GBR           |
| 2011 | Uniwersjada                           | Shenzhen   | bieg na 400 m przez płotki | półfinał   | 11,66         | GBR           |
| 2011 | Uniwersjada                           | Shenzhen   | sztafeta 4 × 100 m         | 4. miejsce | 44,01         | GBR           |
| 2012 | Mistrzostwa Europy                    | Helsinki   | sztafeta 4 × 100 m         | eliminacje | DQ            | GBR           |
| 2013 | Mistrzostwa świata                    | Moskwa     | sztafeta 4 × 100 m         | 3. miejsce | 42,87         | GBR           |
| 2014 | Igrzyska Wspólnoty Narodów            | Glasgow    | sztafeta 4 × 100 m         | 3. miejsce | 43,10         | ENG           |
| 2014 | Mistrzostwa Europy                    | Zurych     | bieg na 100 m              | 3. miejsce | 11,22         | GBR           |
| 2014 | Mistrzostwa Europy                    | Zurych     | sztafeta 4 × 100 m         | 1. miejsce | 42,24         | GBR           |
| 2015 | IAAF World Relays                     | Nassau     | sztafeta 4 × 100 m         | 3. miejsce | 42,84         | GBR           |
| 2019 | IAAF World Relays                     | Jokohama   | sztafeta 4 × 100 m         | eliminacje | DNF           | GBR           |
| 2019 | Mecz Europa – USA                     | Mińsk      | sztafeta 4 × 100 m         | 4. miejsce | 23,22         | EUR           |
| 2019 | Mistrzostwa świata                    | Doha       | sztafeta 4 × 100 m         | 2. miejsce | 41,85         | GBR           |
| 2022 | Mistrzostwa świata                    | Eugene     | sztafeta 4 × 100 m         | 6. miejsce | 42,75 (elim.) | GBR           |
| 2022 | Igrzyska Wspólnoty Narodów            | Birmingham | sztafeta 4 × 100 m         | 2. miejsce | 42,41 (elim.) | ENG           |
| 2022 | Mistrzostwa Europy                    | Monachium  | bieg na 100 m              | półfinał   | 11,47         | GBR           |
| 2022 | Mistrzostwa Europy                    | Monachium  | sztafeta 4 × 100 m         | –          | DNF           | GBR           |